# 瓦尔马拉
瓦尔马拉（義大利語：Valmala），是意大利库内奥省的一个市镇。总面积10平方公里，人口71人，人口密度7.1人/平方公里（2009年）。ISTAT代码为004236。